# كارستن فيشر (لاعب هوكي الحقل)
كارستن فيشر (بالألمانية: Carsten Fischer)‏ هو لاعب هوكي الحقل ألماني، ولد في 29 أغسطس 1961 في دويسبورغ في ألمانيا.

## وصلات خارجية
- كارستن فيشر على موقع اللجنة الأولمبية الدولية (الإنجليزية)
- كارستن فيشر على موقع أوليمبيديا (الإنجليزية)